# София Вергара
София Маргарита Вергара Вергара (на испански: Sofía Margarita Vergara Vergara), по-известна само като София Вергара, е колумбийска актриса, ТВ водеща и модел.
Вергара е известна с участието си като водеща на две тв шоу програми на Univisión в края на 90-те години на XX век. Нейната тв кариера отваря пътя ѝ към северноамериканската аудитория преди първите ѝ прояви през 2003 г. във филма Chasing Papi. След това тя участва в англогоезични филми – два от които на Тайлър Пери, Meet the Browns (2008) и Madea Goes to Jail (2009), и получава номинация за наградата ALMA по-късно. Успехът ѝ в телевизионните продукции ѝ спечелва участия в последно излезлите филми Смърфовете (2011), Новогодишна нощ (2011), Весели крачета 2 (2011) и The Three Stooges (2012).
Вергара участва в хитовия сериал на ABC – Модерно семейство (Modern Family) като Gloria Delgado-Pritchett. За тази си роля тя е номинирана за две награди Златен глобус, две Primetime Emmy Awards, и три Screen Actors Guild Awards за най-добра комедийна актриса. С тази си роля Вергара придобива световна известност.

## Биография
Родена е в Баранкиля, Колумбия. Майка ѝ, Маргарита Вергара Давила де Вергара, е домакиня, а баща ѝ, Хулио Енрике Вергара Робайо, отглежда добитък за месната индустрия.  „Toti“ е прякорът, даден на Вергара от нейните пет братя и сестри и много братовчеди. Тя израства в родния си град Баранкиля и е отгледана като ревностна католичка в заможно семейство, посещавайки частно двуезично испанско-английско училище.
След развода си следва три години стоматология в университета на Колумбия.  После се отварят много възможности за работа като модел и в шоу бизнеса, и Вергара решава да преследва тези възможности в Латинска Америка, като не завършва оставащите само два семестъра от обучението по стоматология. Скоро решава да се премести в Маями, Флорида, за да се възползва от възможностите и да избяга от размириците в Колумбия (нейният по-голям брат е убит през 1998 г. по време на опит да бъде отвлечен). Тя взема сина си, майка си и сестра си с нея. Сестра ѝ Сандра е неособено известна кино- и телевизионна актриса в САЩ.

## Кариера
Вергара е открита от фотограф, докато се разхождала по колумбийски плаж.  Скоро получава оферти за работа като модел и работа в телевизията, и приема, въпреки че е строго консервативно и религиозно отгледана. Според статия в януарския брой на списание Maxim за 2012 г. Вергара е била „силно притеснена в първата си телевизионна реклама – докато нейните католически учители ѝ дават личното си разбиране и разрешение за това ѝ участие.“ Вергара се появява за първи път в реклама на Pepsi, когато е на 17 години. Рекламата е била широко разпространена и излъчвана в Латинска Америка.
20-годишната Вергара се премества в Богота, Колумбия, където работи като модел в телевизията. От 1995 до 1998 г. е съводеща с Фернандо Фиоре във Fuera de serie („Необичайно“), сериал за пътувания, който я изпраща на екзотични места по света. Излъчвал се е по националната Univisión, испаноговореща телевизионна мрежа. Това я прави звезда на пазара в Латинска Америка. Това също води и до показването на Вергара по телевизионната мрежа на Univisión в САЩ. Тя участва и в шоуто A que no te atreves („Предизвиквам те“). Участва и като гост звезда в началото на четвъртия сезон на сериала Entourage по HBO.
Освен работата като модел, Вергара има и независими проекти. Снима се за плакати и календари за бански през 1998, 2000 и 2002 година.
Вергара е висока 170 cm и е естествено руса (за някои филми и тв програми, тя понякога е била молена да се боядиса кестенява, за да изглежда по-близо до латинския стереотип. Вергара е била обвързана с ексклузивен договор за Univision за няколко години. След него тя приема роля в американската мрежа ABC в САЩ. Вергара се появява в ситуационната комедия Hot Properties и The Knights of Prosperity. Участва в сериалите на ABC Модерно семейство като Gloria Delgado-Pritchett. За тази си роля тя е номинирана през 2010 и 2011 Primetime Emmy Award for Outstanding Supporting Actress in a Comedy Series, също и за Златен глобус и три номинации за наградата Screen Actors Guild Awards.
Вергара играе ролята на Alicia Oviedo в телевизионното шоу Amas de Casa Desesperadas, което е колумбийската версия на Отчаяни съпруги. Нейната роля е колумбийското копие на ролята на Мери Алис Йънг от американското шоу. Тя участва и в драмата на ABC Dirty Sexy Money като жената, в която е влюбен Джеръми Дарлинг. Вергара има и гост участия в мексиканската телевизионна новела Fuego En La Sangre.
През 2009 г. има и петседмично участие в шоуто на Бродуей Chicago – като „Mama“ Morton.
През 2011 г. е трябвало да участва в The Paperboy, независима драма, режисирана от Лий Даниълс. Поради забавяния снимките са отложени със седмица, което е в конфликт с графика ѝ за третия сезон на Модерно семейство). Та тя е принудена да се откаже от тази роля.
През юли 2011 г. се снима в The Three Stooges, което е първата ѝ главна роля във филм. Вергара казва, че ролята ѝ се състои в това „да играе подла жена, която се опитва да манипулира Three Stooges да убият мъжа ѝ и тя да прибере всичките пари.“

## Награди и номинации
- Primetime Emmy Award for Outstanding Supporting Actress in a Comedy Series – Номинирана през 2010 и 2011
- Golden Globe Award for Best Supporting Actress – Series, Miniseries or Television Film – Номинирана през 2010 и 2011
- NAACP Image Award for Outstanding Supporting Actress in a Comedy Series – Номинирана през 2010; Спечелена награда през 2011
- Screen Actors Guild Award for Outstanding Performance by an Ensemble in a Comedy Series – Спечелена през 2010
- Screen Actors Guild Award for Outstanding Performance by a Female Actor in a Comedy Series – Номинирана през 2010 и 2011
- Screen Actors Guild Award for Outstanding Performance by an Ensemble in a Comedy Series – Номинирана през 2009 и 2011
- През 2008 г. Вергара е поставена под номер 62 в класацията на списание Maxim „Hot 100“ (Най-секси 100). Тя е в списъка и на списание People – „50-те най-красиви“ и е призната едновременно от The Hollywood Reporter и Billboard като една от най-влиятелните латино-звезди в Холивуд.

## Личен живот
Вергара се омъжва на 18 за детската си любов, и ражда сина си Маноло Гонзалес-Рипол Вергара на 16 септември 1991 г., когато тя е на 19 години.
През 1998 г. по-големият брат на Вергара Рафаел е убит на улицита в Богота, Колумбия. На 9 май 2011 г. по-младият брат на Вергара Хулио е депортиран обратно в Колумбия, след като е бил арестуван през април. Хулио е имал дълго продължила зависимост от наркотици и проблеми със закона. „Да гледаш как някой умира в продължение на 10 години, малко по малко. Това е най-лошото наказание“, заявява Вергара през списание Parade. „Той сега е друг човек.“
Вергара е била диагностицирана с рак на щитовидната жлеза през 2000 г. Тя провежда лечение, препоръчано от лекарите (хирургическа интервенция, облъчване с йод-131) и се излекува напълно.

## Филмография
| Филм   | Филм                           | Филм                    | Филм                                        |
| Година | Филм                           | Роля                    | Забележки                                   |
| ------ | ------------------------------ | ----------------------- | ------------------------------------------- |
| 2002   | Big Trouble                    | Нина                    |                                             |
| 2003   | Chasing Papi                   | Cici                    |                                             |
| 2004   | The 24th Day                   | Isabella                |                                             |
| 2004   | Soul Plane                     | Blanca                  |                                             |
| 2005   | Lords of Dogtown               | Amelia                  |                                             |
| 2005   | Four Brothers                  | Sofi                    | Номинация – Black Reel Award: Best Ensemble |
| 2006   | Grilled                        | Loridonna               |                                             |
| 2006   | National Lampoon's Pledge This | Herself                 |                                             |
| 2008   | Tyler Perry's Meet the Browns  | Cheryl                  |                                             |
| 2009   | Madea Goes to Jail             | T.T.                    | Номинация – ALMA, най-добра актриса         |
| 2011   | Смърфовете                     | Одил                    | Puss in Boots                               |
| 2011   | Crazy Lady/Kitten #1 and 4     | Voice Only (uncredited) |                                             |
| 2011   | New Year's Eve                 | Ava                     | [ 21 ]                                      |
| 2011   | Весели крачета 2               | Кармен                  | глас                                        |
| 2012   | The Three Stooges              | Lydia                   | Post-production                             |
| 2013   | Бягство от планетата Земя      | Габи Бабълброк          | глас                                        |
| 2013   | Fading Gigolo                  | Селима                  |                                             |
| 2013   | Мачете убива                   | Мадам Десдемона         |                                             |
| 2014   | Като готвачите                 | Инез                    |                                             |
| 2015   | Жокерът                        | Дорис                   |                                             |
| 2015   | Гореща гонка                   | Даниела Рива            |                                             |

| Телевизия   | Телевизия                 | Телевизия               | Телевизия        |
| Година      | Заглавие                  | Роля                    | Забележки        |
| ----------- | ------------------------- | ----------------------- | ---------------- |
| 1995 – 1998 | Fuera de serie            | Herself                 | Co-host          |
| 1999        | A que no te atreves       | Herself                 | Co-host          |
| 1999        | Спасители на плажа        | себе си                 | 1 епизод         |
| 2002        | My Wife and Kids          | Selma                   | 1 епизод         |
| 2004        | Eve                       | April Perez             | 1 епизод         |
| 2004        | Rodney                    | Carmen                  | 1 епизод         |
| 2005        | Hot Properties            | Lola Hernandez          | Main Cast        |
| 2005        | Punk'd                    | Herself                 | 1 епизод         |
| 2007        | Антураж                   | Jungle Girl             | 1 епизод         |
| 2007        | Amas de Casa Desesperadas | Alicia Oviedo           | Main Cast        |
| 2007        | The Knights of Prosperity | Esperanza Villalobos    | Main Cast        |
| 2007        | Dirty Sexy Money          | Sofia Montoya           | 4 епизода        |
| 2008        | Fuego En La Sangre        | Leonora                 | 10 епизода       |
| 2008        | Men in Trees              | Pilar Romero            | 2 епизода        |
| 2009        | Dancing with the Stars    | Herself                 | Guest Appearance |
| 2009 – 2020 | Модерно семейство         | Gloria Delgado-Prichett | главна роля      |
| 2011        | Plaza Sésamo              | себе си                 |                  |
| 2012        | Saturday Night Live       | водеща                  |                  |
| 2013        | Шоуто на Кливланд         | себе си                 |                  |